# Olav-V-Land
Koordinaten: 78° 50′ N, 19° 32′ O

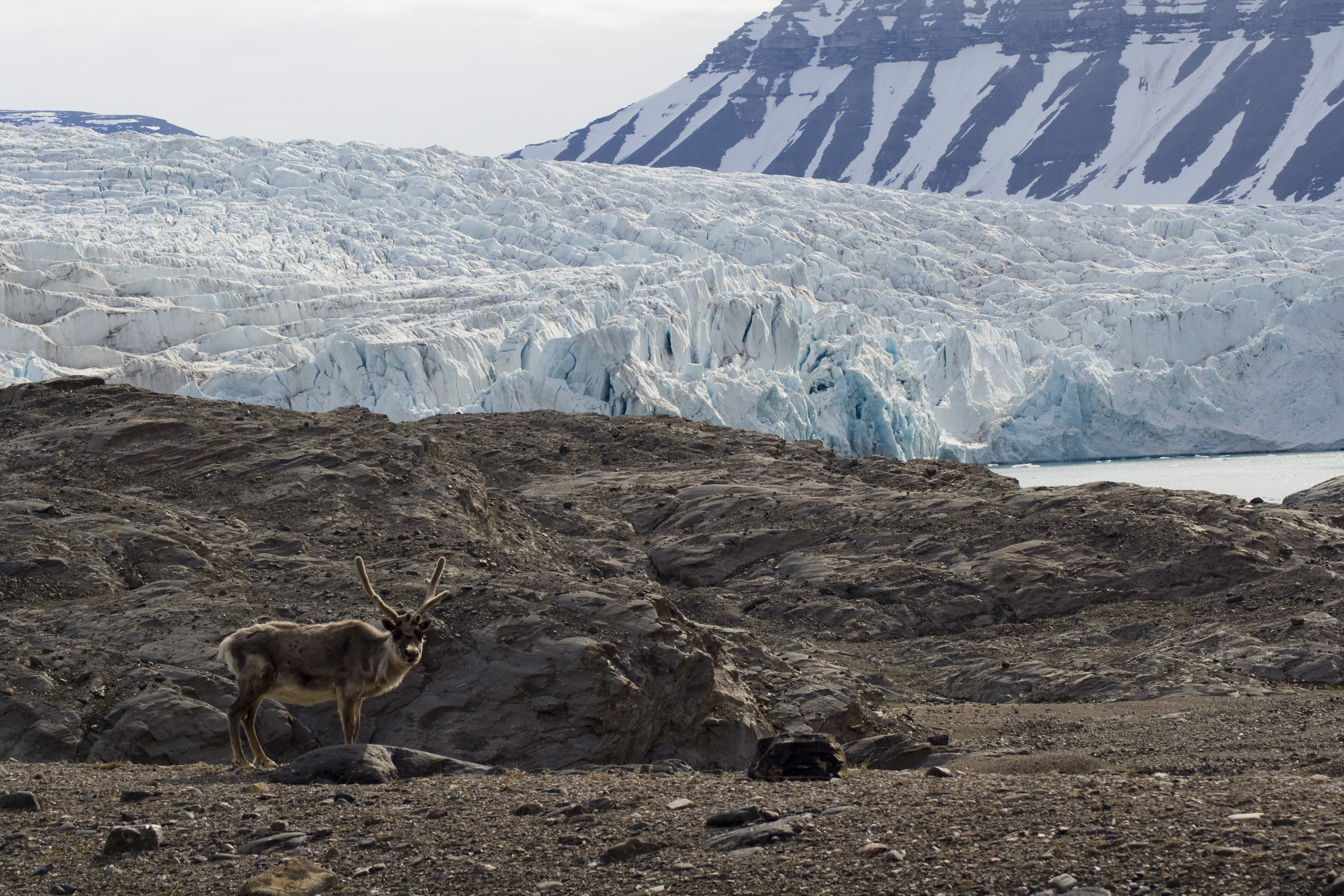
Nordenskiöldbreen

Olav-V-Land ist ein Gebiet auf der zu Svalbard gehörenden Insel Spitzbergen.

## Geografie
Olav-V-Land liegt im Osten der Hauptinsel von Svalbard. Es wird im Osten von der Hinlopenstraße begrenzt, die Spitzbergen von Nordaustlandet trennt. Vorgelagert sind hier noch einige Inseln, darunter Wilhelmøya. Im Südosten von Olav-V-Land liegt der schmale und häufig zugefrorene Heleysundet. Überquert man diesen, erreicht man die Insel Barentsøya. Im Süden grenzt Olav-V-Land an die innersten Ausläufer des Storfjord. Die Gletscher Negribreen und Akademikerbreen bilden die Grenze zu Sabine-Land. Transparentbreen, Opalbreen und Nordenskiöldbreen bilden die Grenze zu Bünsow-Land im Südwesten. Im Osten liegt Dickson-Land an der Meerenge zwischen dem Billefjorden und dem Wijdefjorden. An der Südspitze des Wijdefjorden liegt der Indre Wijdefjorden-Nationalpark. Die Nordgrenze zu Ny-Friesland bilden Lomonosovfonna, Keplerbreen und Oslobreen. Nordöstlich wird Olav-V-Land durch den Vaigattbogen begrenzt.
Olav-V-Land ist unbewohnt und weitgehend von Gletschern überdeckt, deren größter der Kvitbreen ist. Im Südwesten verlaufen einige häufig mit Touristen befahrene Routen, nämlich von Longyearbyen nach Pyramiden und zum Newtontoppen.

## Etymologie
Olav-V-Land ist nach Olav V., König von Norwegen von 1957 bis 1991, benannt.